# جون هافيلاند
جون هافيلاند (بالإنجليزية: John Haviland)‏ هو أستاذ جامعي ومهندس معماري أمريكي، ولد في 15 ديسمبر 1792 في إنجلترا في المملكة المتحدة، وتوفي في 1852 في فيلادلفيا في الولايات المتحدة.